# ۸۲۷ (خورشیدی)
۸۲۷ هشتصد و بیست و هفتمین سال هجری خورشیدی است.